# Ane Dahl Torp
Ane Dahl Torp (ur. 1 sierpnia 1975) – norweska aktorka sceniczna, telewizyjna i filmowa.

## Biografia
Urodziła się w 1975 roku w Bærum. Jej ojcem był profesor lingwistyki Arne Torp. Jako aktorka zadebiutował już jako dziecko, występując w teatrzyku dziecięcym Bærum Barneteater. W latach 1996–1999 studiowała w Państwowej Wyższej Szkole Teatralnej w Oslo. Występowała na deskach teatru Teatret Vårt w Molde, a od 2002 roku w Det Norske Teatret w Oslo.
Jako aktorka filmowa zadebiutowała w 2000 roku w norweskim filmie krótkometrażowym. Głośnymi filmami z jej udziałem były m.in. Nie tak miało być (2020), Fala (2015), Lunch (2008) oraz Pedersen, nauczyciel z gimnazjum (2006).
Prywatnie jest mężatką. Jej mężem jest muzyk jazzowy Sjur Miljeteig. Mają dwoje dzieci.

## Wybrana filmografia
- 2000: 1 av 6 (film krótkometrażowy)
- 2000: Fire høytider (miniserial)
- 2003: Matka Ellinga (Mors Elling)
- 2004: Pappa
- 2004: Hos Martin
- 2004: Svarte penger, hvite løgner
- 2004: Kolor mleka (Ikke naken)
- 2008: Lunch (Lønsj)
- 2006: Pedersen, nauczyciel z gimnazjum (Gymnaslærer Pedersen)
- 2006: Uro
- 2007–2008: Kodenavn Hunter (serial telewizyjny)
- 2009: En god nummer to
- 2009: Bestevenner
- 2009: Zombie SS (Død snø)
- 2011: Instynkt wilka – wszystkie wilki są szare (Varg Veum – I mørket er alle ulver grå)
- 2013: Pod dnem (Pionér)
- 2014: 1001 gramów (1001 Gramm)
- 2015: Okupowani (Okkupert, serial telewizyjny)
- 2015: Fala (Bølgen)
- 2018: The Quake: Trzęsienie ziemi (Skjelvet)
- 2018: Heimebane
- 2020: Nie tak miało być (Charter)

## Nagrody i wyróżnienia
- Nagroda Amanda[5]:
  - 2004: Najlepsza aktorka w filmie Svarte penger, hvite løgner – wygrana
  - 2006: Najlepsza aktorka w filmie Pedersen, nauczyciel z gimnazjum – wygrana
  - 2007: Najlepsza aktorka w filmie Uro – nominacja
  - 2008: Najlepsza aktorka w filmie Lunch – wygrana
- Nagroda Gullruten 2018 Najlepsza aktorka kobieca za rolę Heleny Mikkelsen w filmie Heimebane (2018)[3]
- Europejska Nagroda Filmowa 2020: Najlepsza europejska aktorka roku w filmie Nie tak miało być (2020)[5]
- Złoty Żuk 2021: Najlepsza aktorka pierwszoplanowa w filmie Nie tak miało być (2020)[5]